# لورا رمزی
لورا رمزی (انگلیسی: Laura Ramsey؛ زادهٔ ۱۴ نوامبر ۱۹۸۲) هنرپیشه اهل ایالات متحده آمریکا است. وی از سال ۲۰۰۴ میلادی تاکنون مشغول فعالیت بوده‌است.
از فیلم‌هایی که وی در آن نقش داشته است، می‌توان به این دختر همان مرد است، مردان متوسط، کشتن مرد ایرلندی، میثاق و شما اینجایید اشاره کرد.